# Couvent de Cazis
Le couvent de Cazis (Kloster Cazis), dédié à saint Pierre et à saint Paul, est l'une des fondations monastiques les plus anciennes de Suisse, puisqu'il a été fondé au VIIIe siècle à Cazis dans le diocèse de Coire (canton des Grisons). Il abrite aujourd'hui une communauté de sœurs dominicaines enseignantes.
Les bâtiments sont classés à la liste des biens culturels d'importance régionale du canton des Grisons.

## Historique
Le couvent a été fondé autour de l'an 700 par l'évêque Victor II de Coire en tant qu'abbaye de chanoinesses, devenant ainsi la première fondation féminine de la principauté épiscopale de Coire. Elles suivent après  l'an 816 la règle d'Aix-la-Chapelle qui permet de faire cohabiter des moniales de chœur ayant prononcé leurs vœux et d'autres ne les prononçant pas, mais soumises à la clôture. Au XIe siècle, l'abbaye s'éloigne des règles de la clôture, si bien qu'en 1156, l'évêque Adalgott de Coire leur donne une règle monastique plus précise selon la règle de saint Augustin. La plupart des moniales de chœur sont issues de la petite noblesse ou de la chevalerie. L'une d'elles, l'abbesse Marguerite de Reitnau, joue un rôle important dans le développement de l'abbaye au début du XVIe siècle. L'abbaye ne cesse d'être un centre culturel d'importance. Sa statuaire gothique se trouve aujourd'hui au musée national suisse de Zurich. À cette époque, le couvent possédait des terres et des villages au bord du Rhin postérieur.
Cependant la Réforme protestante qui se répand au XVIe siècle interdit le recrutement des ordres monastiques. Le second édit de 1526 d'Ilanz (émis par les Trois Ligues) interdit par son article 15 aux dames augustiniennes de recruter des novices, malgré l'opposition de l'abbesse Scholastique de Reitnau (élue en 1525). La dernière religieuse meurt en 1570 et l'abbaye est démantelée. Les seigneurs de la famille von Schauerstein, puis de la puissante famille von Planta y demeurent un temps, mais ensuite l'ancienne abbaye tombe à l'abandon.
L'évêque Johann VI de Coire, préoccupé de l'instruction des fillettes et des jeunes filles, décide en juillet 1647 d'installer à Cazis une communauté de dominicaines, d'abord au nombre de six, autour de Mère Johanna Gauwin. Elles tentent de restaurer l'ancienne abbaye devenue couvent, mais celui-ci brûle le 14 juillet 1768, après avoir été frappé par la foudre. Il doit être reconstruit.
Les sœurs appartiennent jusqu'en 1919 au Second Ordre des dominicains, mais ensuite elles s'affilient par une nouvelle constitution au Tiers Ordre dominicain, afin de faciliter leur règle de vie en ce qui concerne l'enseignement, en dehors de la clôture. En 2002, des religieuses de Cazis partent refonder le couvent Saint-Pierre de Bludenz. Les deux communautés sont étroitement liées aujourd'hui.
Elles dirigent l'école et l'internat St. Catharina qui dépend du couvent. La communauté est dirigée depuis janvier 2011 par la prieure Sr Agnes Brogli. Outre l'école et son internat, la communauté s'occupe également d'une maison de retraite et de plusieurs jardins d'enfants, ainsi que de catéchèse dans les environs. Elles organisent aussi des conférences et des retraites spirituelles au couvent. Une maison d'hôtes pour des séjours de demi-pension ou pension complète est ouverte aussi.